# Anna Vjachireva
Anna Viktorovna Vjachireva (in russo Анна Викторовна Вяхирева?, traslitterato anche come Anna Vyakhireva; Volgograd, 13 marzo 1995) è una pallamanista russa.
Con la maglia della nazionale russa ha vinto l'oro olimpico ai Giochi di Rio de Janeiro 2016, il bronzo al Campionato mondiale del 2019 e l'argento al Campionato europeo del 2018, mentre con la squadra del ROC ha conquistato l'argento ai Giochi di Olimpici di Tokyo 2020

## Biografia
Anna Vjachireva è nata a Volgograd il 13 marzo 1995. Ha un fratello e due sorelle. Suo padre Viktor è un allenatore di pallamano e ha indirizzato le figlie a quello sport fin da bambine. Anche sua sorella maggiore Polina Kuznecova è una giocatrice professionista di pallamano.
Vjachireva ha iniziato ad allenarsi nella pallamano all'età di sei anni, anche se al tempo non giocava in nessuna squadra. In una intervista del 2024 ha raccontato che il padre la faceva esercitare anche per strada prima e dopo la scuola. Nonostante la bambina fosse destrimana, suo padre le insegnò a tirare principalmente con la mano sinistra, dal momento che i giocatori mancini di pallamano sono più rari e ricercati.
Nel 2011 Vjachireva ha firmato il suo primo contratto con un club professionistico, iniziando a giocare nel Zvezda Zvenigorod, dove suo padre era vice allenatore e dove è rimasta per tre stagioni. Nel 2012 ha fatto parte della nazionale russa U18 al Campionato mondiale giovanile di pallamano in Montenegro, dove ha vinto la medaglia d'argento, e della nazionale U20 al Campionato mondiale juniores in Repubblica Ceca, dove la squadra russa ha concluso il torneo al quinto posto e Vjachireva è stata nominata migliore terzino destro.
Nel 2013 ha guidato la nazionale russa U19 alla vittoria del Campionato europeo juniores in Danimarca, venendo nominata miglior giocatrice del torneo, mentre nel 2014 ha vinto l'argento con la nazionale U20 al Campionato mondiale juniores in Croazia.
Nel 2014 è passata alla squadra di club HC Astrakhanochka, dove già militava sua sorella Polina, con la quale ha vinto il campionato russo di pallamano nella stagione 2015-2016.
Nel 2016 si è trasferita al club Rostov-Don, all'epoca la squadra più forte del campionato russo, e ad agosto ha fatto parte insieme alla sorella della squadra russa di pallamano ai Giochi olimpici di Rio de Janeiro, conquistando la medaglia d'oro e il titolo di miglior giocatrice del torneo.
Nelle stagioni successive Vjachireva ha giocato nel Rostov-Don, con la quale ha vinto quattro volte il campionato russo di pallamano, cinque volte la coppa di Russia e la EHF European League nella stagione 2016-2017. Nella stagione 2018-2019 la squadra è arrivata seconda nella EHF Champions League.

Nel 2018 con la nazionale russa ha conquistato la medaglia d'argento al Campionato europeo ed è stata nominata migliore giocatrice del torneo.
Nel 2019 con la nazionale russa ha vinto la medaglia di bronzo a Campionato mondiale di pallamano, ed è stata nominata World Female Player dell'anno dal sito Handball Planet.
Nel 2020 è stata costretta a saltare parte della stagione e il Campionato europeo a causa di un infortunio alla schiena, ma si è ripresa in tempo per partecipare l'anno successivo ai Giochi olimpici di Tokyo 2020, dove la squadra del Comitato Olimpico Russo ha vinto la medaglia d'argento e Vjachireva è stata nominata Most Valuable Player e migliore terzino destro del torneo.
Dopo le Olimpiadi ha annunciato di voler prendere una pausa per riprendersi dallo stress e dagli infortuni, ma dopo un anno ha deciso di tornare alle competizioni e di accettare l'offerta del club norvegese Vipers Kristiansand, con il quale è rimasta per due stagioni e ha conquistato nel 2023 la Coppa di Norvegia e la EHF Champions League.
Al termine della stagione 2023-2024, durante la quale ha segnato 113 reti nelle partite di EHF Champions League risultando la migliore marcatrice del torneo, ha deciso di lasciare i Vipers e ha firmato un contratto di due anni con il club francese Brest Bretagne Handball.

## Palmarès

### Club
- EHF Champions League

Vipers Kristiansand 2022-2023 (vincitore)
Rostov-Don 2018-2019 (finalista)
- EHF European League

Rostov-Don (2016-2017) (vincitore)
- Campionato russo: 5

Astrakhanochka 2015-2016
Rostov-Don 2016-2017, 2017-2018, 2018-2019, 2019-2020
- Coppa di Russia: 5

Rostov-Don 2016-2017, 2017-2018, 2018-2019, 2019-2020, 2020-2021
- Campionato norvegese: 2

Vipers Kristiansand 2022-2023, 2023-2024
- Coppa di Norvegia: 2

Vipers Kristiansand 2022-2023, 2023-2024

### Nazionale
- Oro olimpico: 1

Rio de Janeiro 2016
- Argento olimpico: 1

Tokyo 2020
- Campionato mondiale

 Bronzo: Giappone 2019
- Campionato europeo

 Argento: Francia 2018
- Campionato mondiale juniores

 Argento: Croazia 2014
- Campionato mondiale giovanile

 Argento: Montenegro 2012
- Campionato europeo juniores

 Oro: Danimarca 2013

### Individuale
- Most Valuable Player al Campionato mondiale giovanile del 2012[3]

- Miglior terzino destro al Campionato mondiale juniores del 2012[3]

- Most Valuable Player al Campionato europeo juniores del 2013[3]

- Miglior terzino destro al Campionato mondiale juniores del 2014[3]

- Most Valuable Player ai Giochi olimpici di Rio 2016[4]

- Miglior terzino destro della EHF Champions League 2018-2019[11]

- Miglior terzino destro della EHF Champions League 2019-2020[11]

- Miglior terzino destro del Campionato mondiale femminile di pallamano 2019[11]

- Most Valuable Player e migliore terzino destro ai Giochi olimpici di Tokyo 2020[7]